# Arbeitseinsatz in Nederland

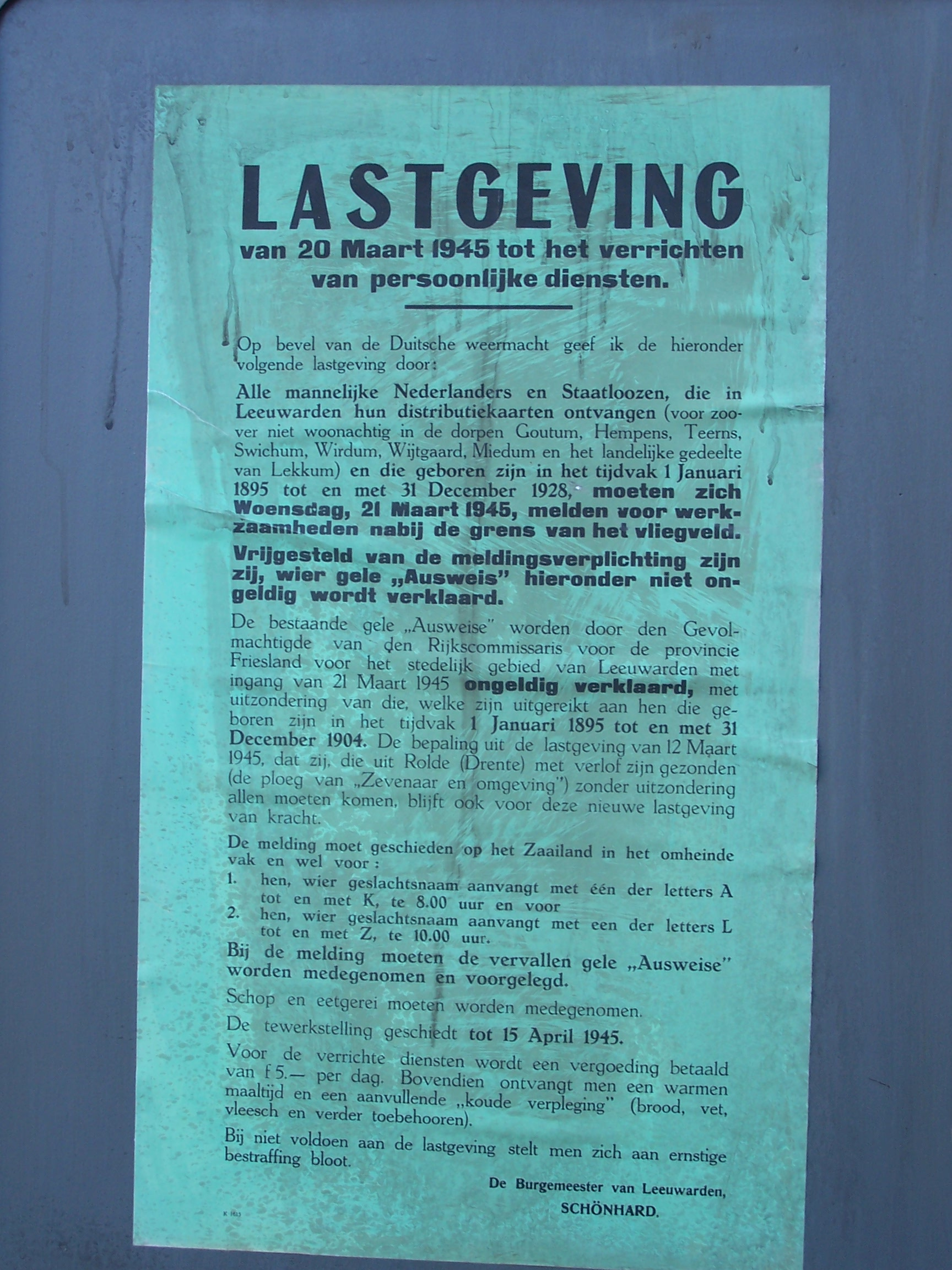
Oproep tot dwangarbeid in Friesland (1945)

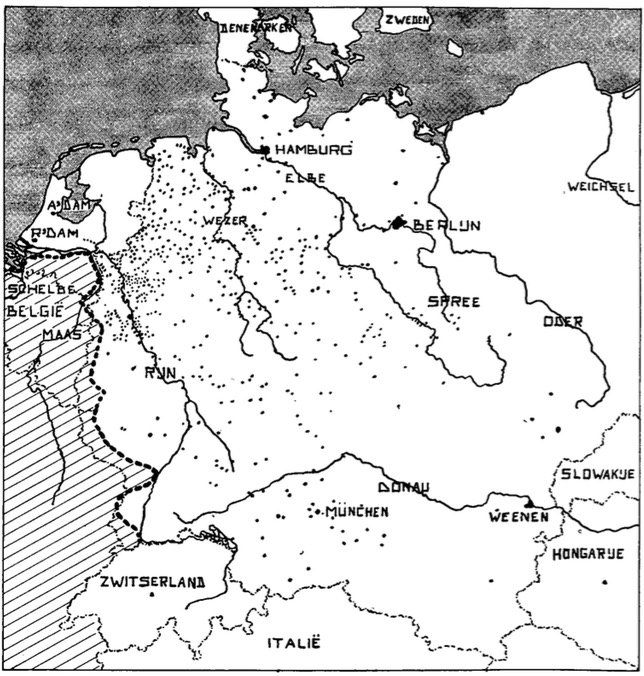
Overzichtskaart met plaatsen waar mannen van de razzia van Rotterdam tewerkgesteld werden.

Arbeitseinsatz in Nederland was de vaak gedwongen inschakeling in de Duitse oorlogseconomie van Nederlanders tijdens de Tweede Wereldoorlog.

## Vrijwilligheid
Al vóór het uitbreken van de Tweede Wereldoorlog waren er Nederlanders in Duitsland werkzaam. Dat land was zich vanaf 1933 in een ijltempo aan het opbouwen en er was volop werk te vinden, terwijl thuis de economische crisis maar bleef voortduren. Niet alle werkzaamheid in Duitsland was vrijwillig. Al voor de bezetting, namelijk tussen februari 1938 en september 1939, achtten de arbeidsbureaus werk in Duitsland 'passende arbeid' voor werklozen. De latere KVP-voorman Carl Romme was hier instrumenteel in. Vooral in de grensstreken werd dit ook toegepast: Ongeveer 1800 mannen werden gedwongen tewerkgesteld bij de oosterburen. Weigering resulteerde in stopzetting van de werklozensteun. Bovendien kwam men dan niet meer in aanmerking voor binnenlandse werkverschaffingsplaatsen. In het eerste anderhalf jaar van de bezetting bleef de bemoeienis van de nieuwe machthebbers met de arbeidsmarkt beperkt. Wel kwamen de Geschäftsgruppe Soziale Verwaltung van het Rijkscommissariaat en het Departement van Sociale Zaken al in juni 1940 overeen meer dwang uit te oefenen op werklozen om arbeid in Duitsland te accepteren. 
In het najaar van 1940 begonnen Duitse bedrijven actief arbeidskrachten te werven in Nederland, maar het aantal aanmeldingen bleef ondanks de maatregelen tegen werklozen achter bij de verwachtingen die de Duitsers koesterden. In september 1941 waren zo'n 92.000 Nederlanders in Duitsland werkzaam. In maart van het daaropvolgende jaar werkten er al ongeveer 165.000 (exclusief nog eens 72.000 grensarbeiders), maar voor de wapenindustrie, die daar nu op volle toeren draaide, was dit niet genoeg. Veel van degenen die zich hadden laten overhalen keerden overigens al vóór het aflopen van hun contract terug naar Nederland, zwaar teleurgesteld in de verworvenheden van de Neuordnung.

## Dwang
Langzaam maar zeker werd door de Duitse autoriteiten de druk op de Nederlandse arbeidsmarkt vergroot. Voor Berlijn werd duidelijk dat de oorlog langer zou duren dan men gedacht had en dat miljoenen Duitsers moesten worden gemobiliseerd voor de mensenverslindende veldtochten. Het Reichsarbeitsministerium kreeg via de Arbeitsämter steeds meer aanvragen van het Duitse bedrijfsleven voor nieuwe arbeidskrachten. Vervanging voor de opengevallen arbeidsplaatsen moest wel gevonden worden in de bezette gebieden, ook als die door rassenmäßig gleichartige Völker, zoals het Nederlandse, bewoond werden. Toen het front voor Moskou vastliep en Duitsland ook de Verenigde Staten tegenover zich kreeg werd het tijd voor de grote aanpak. In januari 1942 verklaarde Reichsmarschall Hermann Göring dat het voor het Reich dringend noodzakelijk was arbeiders uit deze gebieden te verplichten voor de Duitse oorlogsindustrie te werken. In die maand werd in Nederland de Nederlandse Arbeidsdienst ingesteld. Jonge mannen moesten voor deze dienst hun arbeidsdienstplicht vervullen.
Op 21 maart 1942 werd SS- u. SA-SS-Obergruppenführer Fritz Sauckel, Gauleiter in Thüringen, benoemd tot Generalbevollmächtigter für den Arbeitseinsatz. Het werd zijn taak de onvrijwillige tewerkstelling in het Derde Rijk te organiseren. Vóór het einde van de oorlog zou hij miljoenen Europeanen laten wegvoeren om hen in te zetten in de Duitse wapenindustrie. Hij werd in 1946 opgehangen te Neurenberg. 
De Leiter van het Arbeitsbereich in den Niederlanden en Generalkommissar zur besonderen Verwendung Fritz Schmidt kreeg als Beauftragter van Sauckel in Nederland dezelfde taak. Onder hem ressorteerde vanaf april 1942 de Hauptabteilung Soziale Verwaltung, de vroegere Geschäftsgruppe. Dit orgaan, dat voorheen onder verantwoordelijkheid viel van Hans Fischböck, Generalkommissar für Finanz und Wirtschaft, zou zich intensief gaan bezig gaan houden met het inschakelen van Nederlanders in de Duitse oorlogseconomie.

## Uitkamacties
Op 23 maart van hetzelfde jaar was het Landoorlogreglement, waarin bepalingen waren opgenomen tegen het werken voor een vijandelijke mogendheid, buiten werking gesteld door een verordening waarin een dienstverplichting voor alle Nederlanders werd afgekondigd - dus ook voor niet-werklozen. De weg was vrij voor de Holland- of Sauckel-Aktionen: de stelselmatige uitkamming van Nederlandse bedrijven voor arbeiders die in aanmerking kwamen voor gedwongen arbeid in nazi-Duitsland. 
In 1942 zien we al dat Nederlandse bedrijven opgave moeten doen van hun personeelsbestand met daarbij aangetekend de (on)misbaarheid van elke afzonderlijke werknemer. Fachberater en Fachberaterinnen, ook wel Fachwerber genaamd en meestal overtuigde nationaalsocialisten, werden namens de Hauptabteilung Soziale Verwaltung als toezichthouders op de gewestelijke arbeidsbureaus aangesteld en zij wezen uiteindelijk aan wie er geschikt waren voor uitzending naar Duitsland. Zij werkten aan de hand van lijsten die waren opgesteld door zogenoemde 'uitkamcommissies', bestaande uit een vertegenwoordiger van het Amt für Technik en een ambtenaar van het arbeidsbureau. Hun lijsten werden dagelijks opgestuurd naar de Fachberater die kandidaten voor uitzending lieten oproepen. Natuurlijk kwamen de bedrijfstakken die niet direct voor de oorlogvoering van belang waren, zoals de vervaardigers van luxe-artikelen, het eerst voor een bezoek van de commissies in aanmerking. 
In april 1942 ging de Holland-Aktion I van start, bedoeld om 30.000 Nederlandse arbeiders te werven voor de Duitse metaalindustrie. In september en oktober van dat jaar werden voor de Holland-Aktion II 40.000 mensen opgeëist. Later werden nog het Programm-Rüstung-November 1942 afgekondigd, dat 35.000 arbeiders moest opleveren, gevolgd door de Stahl- u. Eisen-Aktion vanaf 15 januari 1943, in het kader waarvan binnen twee maanden 22.000 metaalarbeiders naar Duitsland zouden moeten worden afgevoerd. De uitkamcommissies waren verre van kieskeurig omdat het quotum, dat door het Reichsarbeitsministerium in Berlijn was vastgesteld, gehaald moest worden en zo gebeurde het veelvuldig dat arbeidsongeschikten werden geselecteerd.
Studenten die de loyaliteitsverklaring niet wilden tekenen werden werkloos en zij werden daarom opgeroepen voor de Arbeitseinsatz. Een groeiend aantal mannen verkoos echter onder te duiken.

## Internering en razzia's
Eind maart 1943 waren er al ± 227.000 Nederlanders tewerkgesteld in het Derde Rijk. Begin januari 1944 was dit getal (onder andere door de hernieuwde krijgsgevangenschap van Nederlandse militairen) gestegen tot omstreeks 275.000. Er zouden nog vele landgenoten volgen - zo'n 120.000 alleen al via razzia's in het laatste oorlogsjaar, zoals de Razzia van Rotterdam en Operatie Sneeuwvlok.

## Onderzoek Rode Kruis
Na de oorlog verzamelde het Nederlandse Rode Kruis (NRK) gegevens over tewerkgestelden (en andere Nederlanders die in Duitsland waren) bij bedrijven, ziekenhuizen en gemeenten. De documenten werden in 2020 aan het Nationaal Archief overgedragen, waarna deze werden gedigitaliseerd met de hulp van ruim achthonderd vrijwilligers. In 2023 werd de database Collectie Arbeidsinzet online gepubliceerd. Het archief bevat geen persoonlijke verhalen, maar feitelijke informatie. Het is geen compleet archief, want er is veel informatie verloren gegaan.